# Allemant (Aisne)
Pour les articles homonymes, voir Allemant.
Allemant est une commune française située dans le département de l'Aisne en région Hauts-de-France.

## Géographie

### Localisation
Allemant est un village-rue rural du Soissonnais situé à 13 km au nord-est de Soissons, 17 km au sud-ouest de Laon et à 47 km au nord-ouest de Reims
La RN 2 constitue la limite sud du territoire communal.

### Hydrographie
La commune est située dans le bassin Seine-Normandie. Elle est drainée par le cours d'eau 02 de la commune de Pinon, le cours d'eau 01 des Libessarts, le fossé 02 de la commune de l'Allemant et le Ravin des Gobineaux,,.

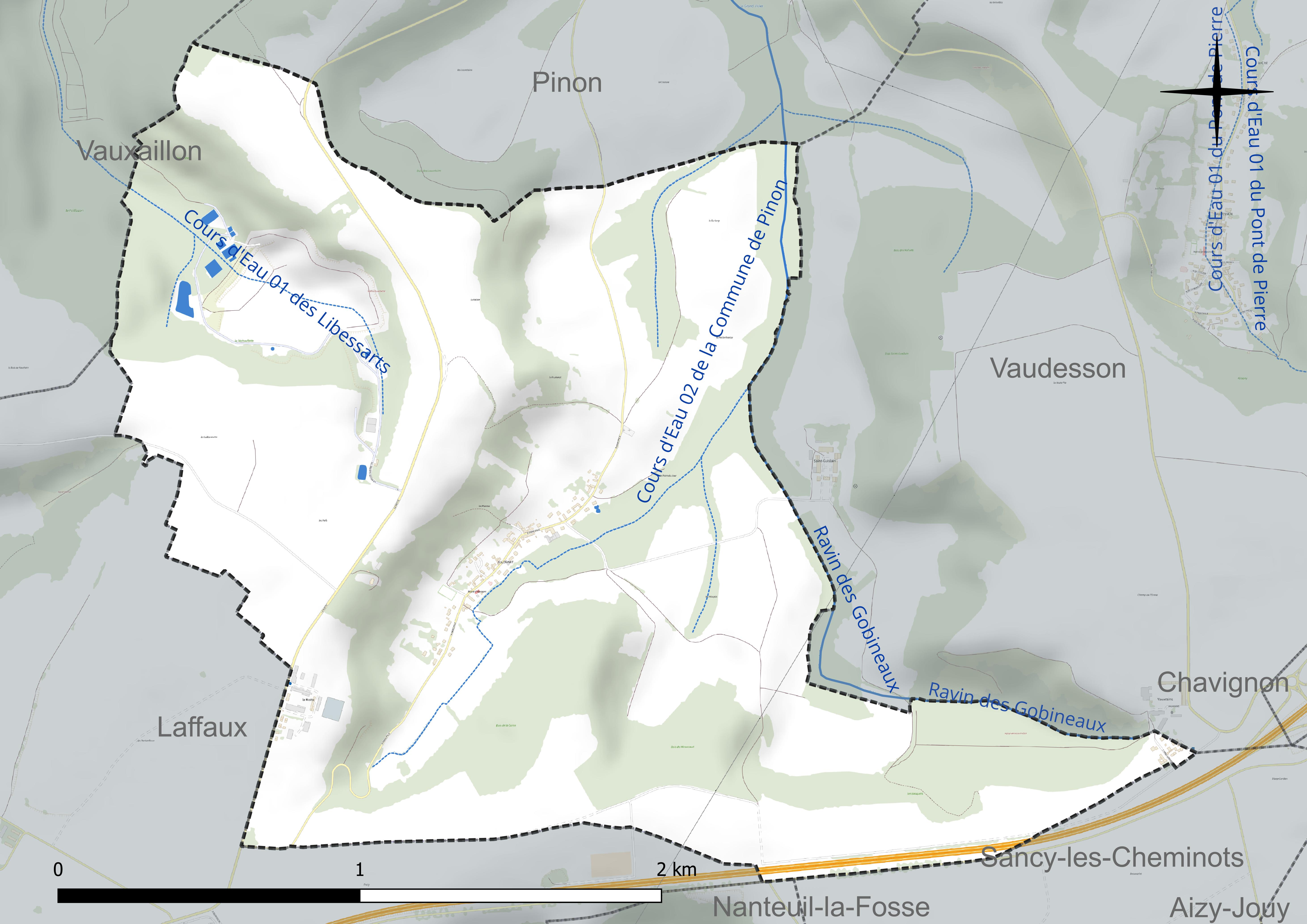
Réseau hydrographique d'Allemant.

### Climat
Pour des articles plus généraux, voir Climat des Hauts-de-France et Climat de l'Aisne.
En 2010, le climat de la commune est de type climat océanique dégradé des plaines du Centre et du Nord, selon une étude du CNRS s'appuyant sur une série de données couvrant la période 1971-2000. En 2020, Météo-France publie une typologie des climats de la France métropolitaine dans laquelle la commune est exposée à un climat océanique altéré et est dans la région climatique Nord-est du bassin Parisien, caractérisée par un ensoleillement médiocre, une pluviométrie moyenne régulièrement répartie au cours de l'année et un hiver froid (3 °C).
Pour la période 1971-2000, la température annuelle moyenne est de 10,4 °C, avec  une amplitude thermique annuelle de 15,1 °C. Le cumul annuel moyen de précipitations est de 723 mm, avec 12,3 jours de précipitations en janvier et 8,6 jours en juillet. Pour la période 1991-2020 la température moyenne annuelle observée sur la station météorologique la plus proche, située sur la commune de Braine à 14 km à vol d'oiseau, est de 11,3 °C et le cumul annuel moyen de précipitations est de 662,7 mm,. Pour l'avenir, les paramètres climatiques de la commune estimés pour 2050 selon différents scénarios d'émission de gaz à effet de serre sont consultables sur un site dédié publié par Météo-France en novembre 2022.

## Urbanisme

### Typologie
Au 1er janvier 2024, Allemant est catégorisée commune rurale à habitat dispersé, selon la nouvelle grille communale de densité à 7 niveaux définie par l'Insee en 2022.
Elle est située hors unité urbaine. Par ailleurs la commune fait partie de l'aire d'attraction de Soissons, dont elle est une commune de la couronne,. Cette aire, qui regroupe 92 communes, est catégorisée dans les aires de 50 000 à moins de 200 000 habitants,.

### Occupation des sols
L'occupation des sols de la commune, telle qu'elle ressort de la base de données européenne d'occupation biophysique des sols Corine Land Cover (CLC), est marquée par l'importance des territoires agricoles (60,4 % en 2018), une proportion sensiblement équivalente à celle de 1990 (61,1 %). La répartition détaillée en 2018 est la suivante : 
terres arables (52,3 %), forêts (33,4 %), zones agricoles hétérogènes (8 %), mines, décharges et chantiers (6,2 %).
L'évolution de l'occupation des sols de la commune et de ses infrastructures peut être observée sur les différentes représentations cartographiques du territoire : la carte de Cassini (XVIIIe siècle), la carte d'état-major (1820-1866) et les cartes ou photos aériennes de l'IGN pour la période actuelle (1950 à aujourd'hui).

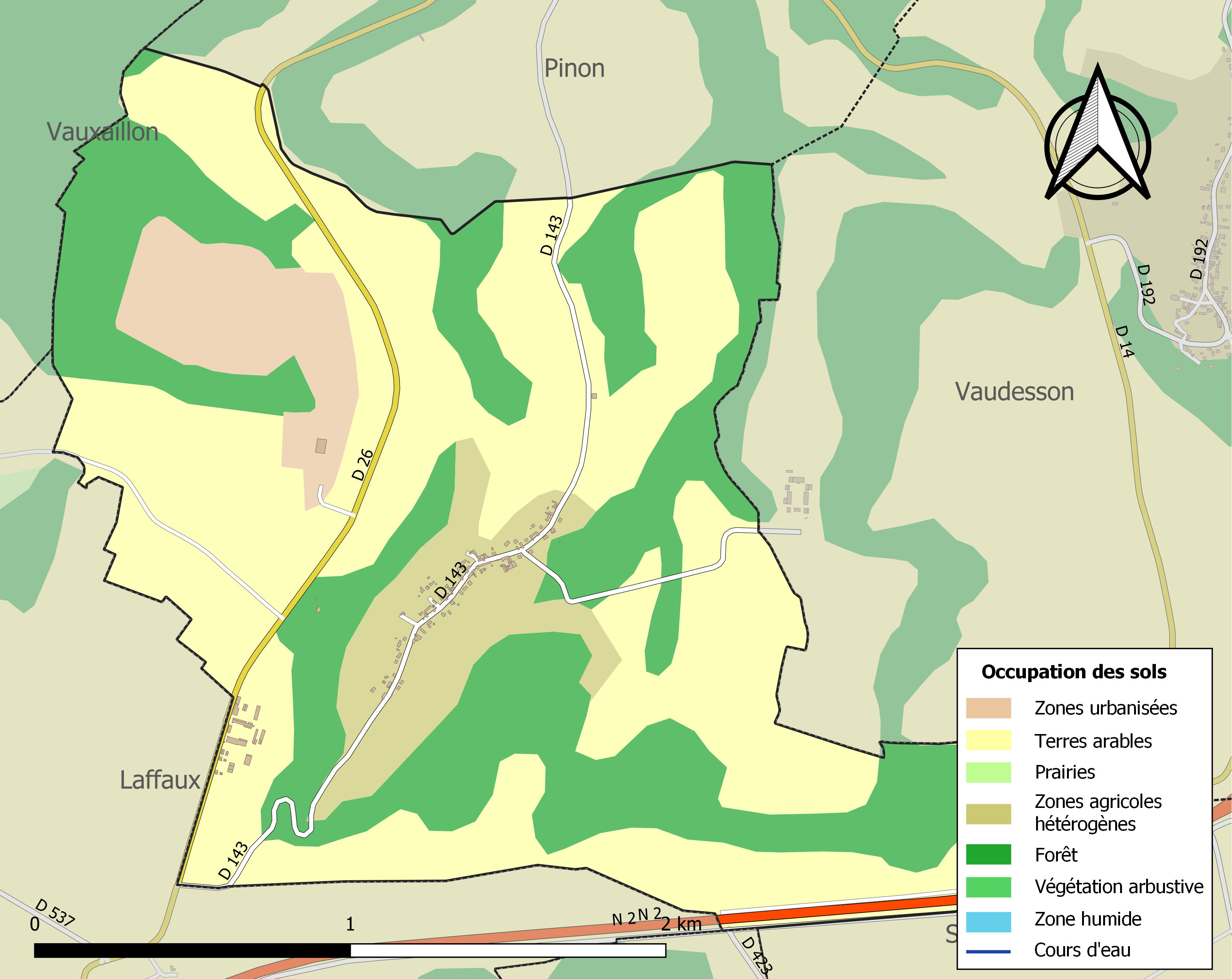
Carte des infrastructures et de l'occupation des sols de la commune en 2018 (CLC).

## Toponymie
Le nom de la localité est attesté sous les formes Alemannis en 965, Allemans vers 980, Alemant en 1184, Allemand en 1793, Allemant en 1801.
Ce toponyme dérive des Alamans, peuple germanique qui avait établi une colonie en ces lieux.

## Histoire

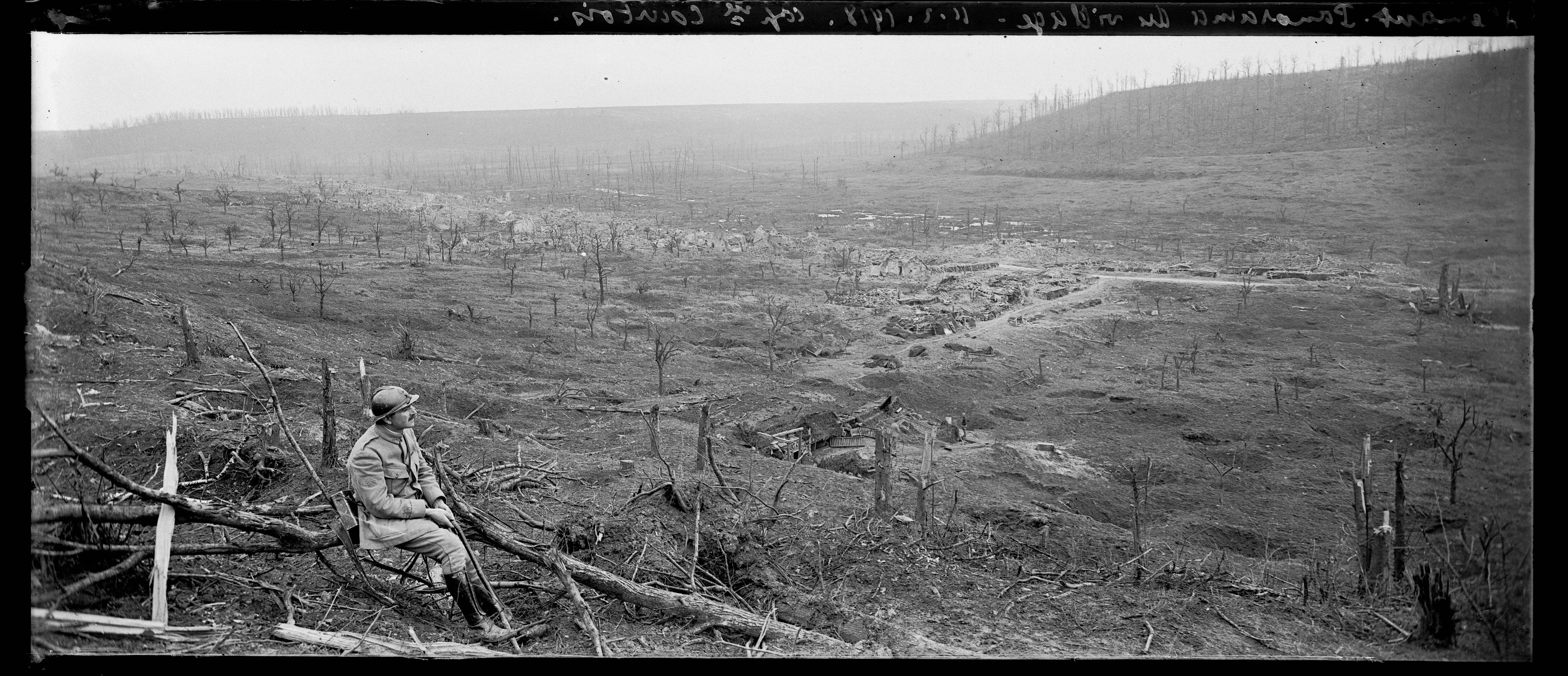
Vue panoramique plongeante du village en février 1918, rasé par les bombardements.

### Première Guerre mondiale
Lors de la Première Guerre mondiale, le village est un théâtre de la bataille de la Malmaison, qui voit la victoire des troupes françaises engagées et la libération du village, cependant détruit par l'intense préparation d'artillerie, le 23 octobre 1917.
Le village est ensuite repris par les Allemands lors de la troisième bataille de l'Aisne le 27 mai 1918. Il sera définitivement repris par les troupes françaises du 30e corps d'armée et de la 1re division marocaine lors de la bataille de Vauxaillon le 15 septembre 1918.
Le site originel du village, qui était à flanc de la crête, non loin du Moulin de Laffaux et de son monument des Crapouillots, a été abandonné à la suite de son entière destruction
Le village, notamment grâce à l'aide du Comité américain pour les régions dévastées, a été reconstruit dans la vallée mitoyenne.
Le village est décoré de la Croix de guerre 1914-1918.

### Seconde Guerre mondiale
Le 17 juin 1944, un V1 allemand lancé depuis Vignacourt dans la Somme dévie de sa trajectoire et s'abat sur le territoire de la commune à 4 h 30 du matin. Hitler, arrivé la veille à son quartier-général de Margival, le Wolfsschlucht II situé à 3 km de là  (sa seule et unique visite dans ce quartier-général fortifié et sa dernière sortie du Reich) pour faire le point avec les maréchaux Rommel et Von Rundstedt sur la situation du front de Normandie, se saisira du prétexte pour rentrer précipitamment en Allemagne et ne pas se rendre comme prévu à La Roche-Guyon au quartier-général de Rommel, comme ce dernier avait réussi à l'en convaincre.[réf. nécessaire]

## Politique et administration

### Découpage territorial
La commune d'Allemant est membre de la communauté de communes du Val de l'Aisne, un établissement public de coopération intercommunale (EPCI) à fiscalité propre créé le 28 décembre 1994 dont le siège est à Presles-et-Boves. Ce dernier est par ailleurs membre d'autres groupements intercommunaux.
Sur le plan administratif, elle est rattachée à l'arrondissement de Soissons, au département de l'Aisne et à la région Hauts-de-France. Sur le plan électoral, elle dépend du  canton de Fère-en-Tardenois pour l'élection des conseillers départementaux, depuis le redécoupage cantonal de 2014 entré en vigueur en 2015, et de la cinquième circonscription de l'Aisne  pour les élections législatives, depuis le dernier découpage électoral de 2010.

### Administration municipale
La commune se trouve dans l'arrondissement de Soissons du département de l'Aisne. Pour l'élection des députés, elle fait partie depuis 1988 de la cinquième circonscription de l'Aisne.
Elle faisait partie depuis 1801 du canton de Vailly-sur-Aisne. Dans le cadre du redécoupage cantonal de 2014 en France, la commune est désormais intégrée au canton de Fère-en-Tardenois.

### Intercommunalité
Allemant est membre de la communauté de communes du Val de l'Aisne, créée fin 1994. 

### Liste des maires
| Période                                  | Période                   | Identité       | Étiquette | Qualité                                    |
| ---------------------------------------- | ------------------------- | -------------- | --------- | ------------------------------------------ |
| Les données manquantes sont à compléter. |                           |                |           |                                            |
| 1888                                     |                           | Onésime Poëlle |           |                                            |
| Les données manquantes sont à compléter. |                           |                |           |                                            |
| mars 2001                                | En cours (au 12 mai 2014) | Marc Henneveux | DVG       | Professeur Réélu pour le mandat 2020-2026, |

## Démographie
L'évolution du nombre d'habitants est connue à travers les recensements de la population effectués dans la commune depuis 1793. Pour les communes de moins de 10 000 habitants, une enquête de recensement portant sur toute la population est réalisée tous les cinq ans, les populations de référence des années intermédiaires étant quant à elles estimées par interpolation ou extrapolation. Pour la commune, le premier recensement exhaustif entrant dans le cadre du nouveau dispositif a été réalisé en 2007.

En 2022, la commune comptait 166 habitants, en évolution de −5,14 % par rapport à 2016 (Aisne : −1,97 %, France hors Mayotte : +2,11 %).
| 1793 | 1800 | 1806 | 1821 | 1831 | 1836 | 1841 | 1846 | 1851 |
| ---- | ---- | ---- | ---- | ---- | ---- | ---- | ---- | ---- |
| 230  | 263  | 285  | 276  | 307  | 291  | 311  | 334  | 303  |

| 1856 | 1861 | 1866 | 1872 | 1876 | 1881 | 1886 | 1891 | 1896 |
| ---- | ---- | ---- | ---- | ---- | ---- | ---- | ---- | ---- |
| 296  | 270  | 270  | 271  | 252  | 256  | 272  | 218  | 220  |

| 1901 | 1906 | 1911 | 1921 | 1926 | 1931 | 1936 | 1946 | 1954 |
| ---- | ---- | ---- | ---- | ---- | ---- | ---- | ---- | ---- |
| 234  | 215  | 189  | 60   | 86   | 148  | 153  | 188  | 167  |

| 1962 | 1968 | 1975 | 1982 | 1990 | 1999 | 2006 | 2007 | 2012 |
| ---- | ---- | ---- | ---- | ---- | ---- | ---- | ---- | ---- |
| 150  | 137  | 126  | 128  | 136  | 117  | 164  | 171  | 176  |

| 2017 | 2022 | - | - | - | - | - | - | - |
| ---- | ---- | - | - | - | - | - | - | - |
| 177  | 166  | - | - | - | - | - | - | - |

## Culture locale et patrimoine

### Lieux et monuments

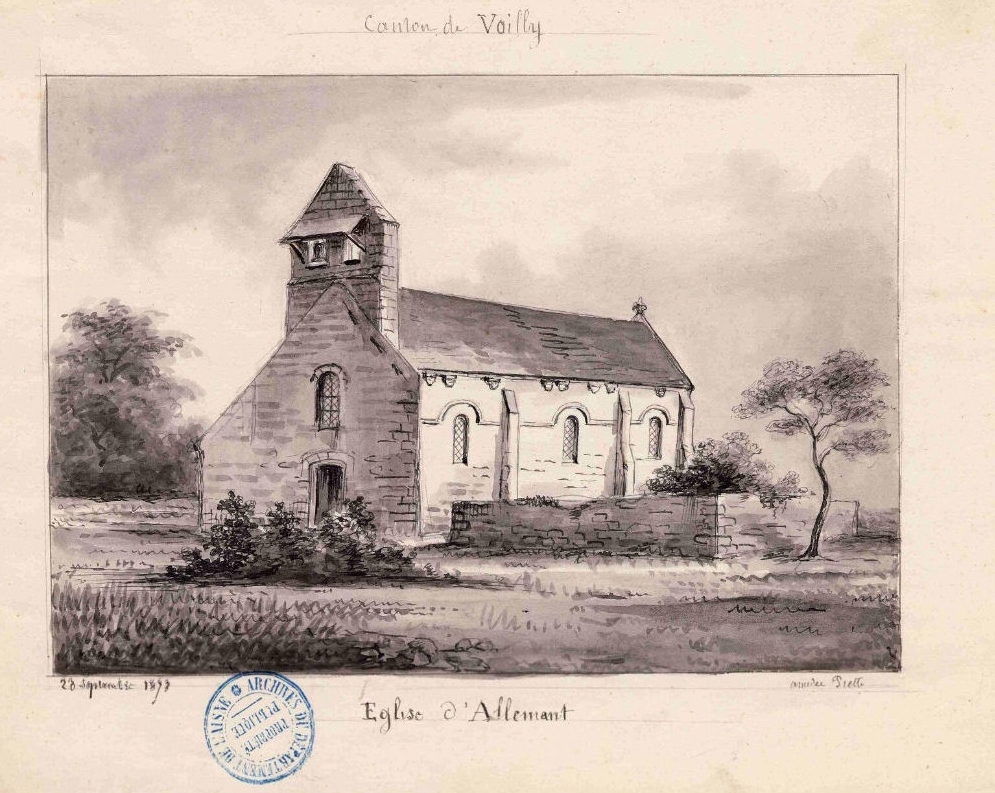
Dessin de l'église en 1877 par Amédée Piette (1808-1883)

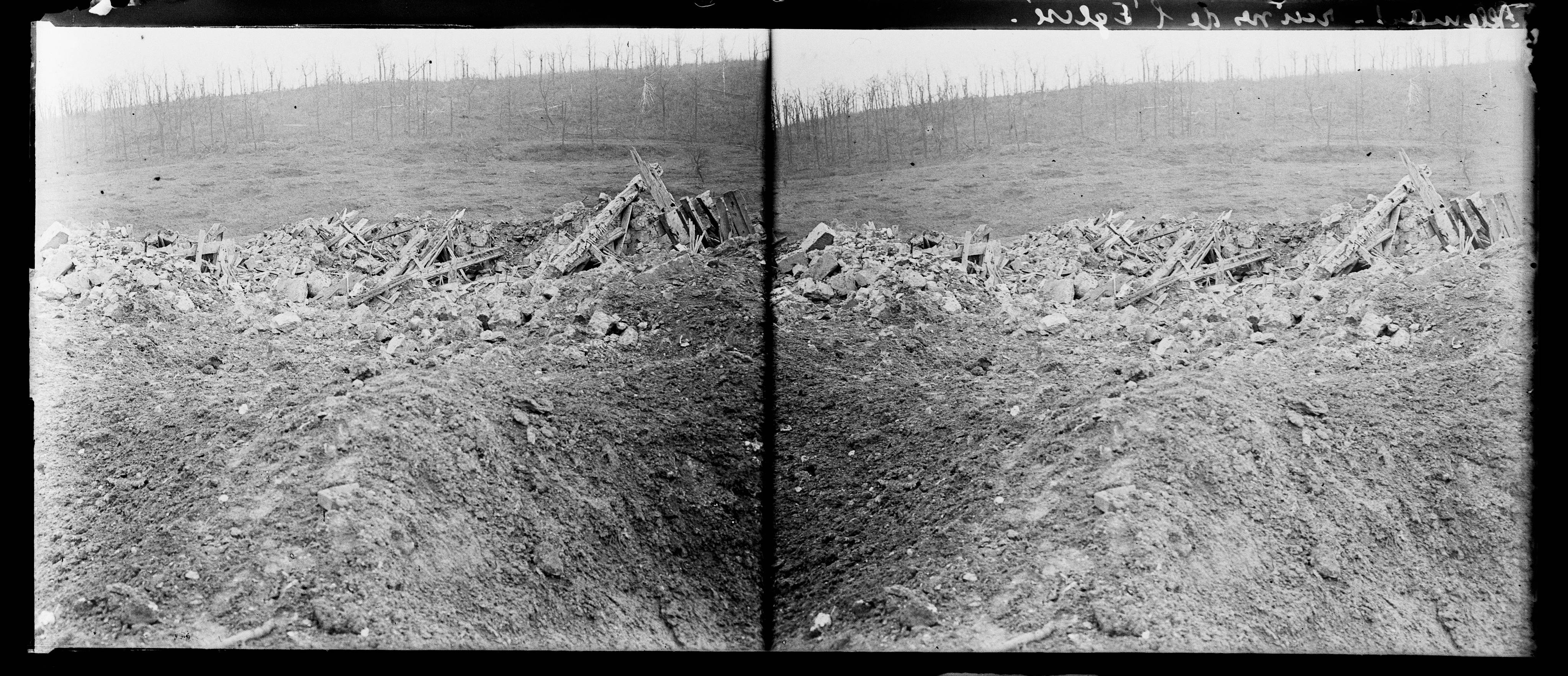
Ruines de l'église pendant la Première Guerre mondiale.

- Ruines de l'église pendant la Première Guerre mondiale.Église Saint-Jean-Baptiste d'Allemant.

## Pour approfondir